# Frédéric Trescases
Pour les articles homonymes, voir Trescases.

a Compétitions nationales et continentales officielles uniquement.

b Matchs officiels uniquement.
Frédéric Trescases (ou Trescazes), né le 20 novembre 1921 à Argelès-sur-Mer (Pyrénées-Orientales) et mort dans la même ville le 26 juillet 2014,, est un joueur de rugby à XV et international français de rugby à XIII, évoluant au poste d'ailier des années 1930 à 1950.
Il pratique le rugby à XV dans sa jeunesse dans ville native de Grenouille sportive Argelésienne puis dans les équipes jeunes de l'U.S.A. Perpignan et remporte la Coupe Frantz-Reichel en 1937 et 1938. L'année suivante, il prend part à la finale du Championnat de France en 1939 avec Paul Porical, Noël Brazès et Jacques Palat perdue 6-0 après-prolongations contre le Biarritz olympique. Le début de la Seconde Guerre mondiale interrompt de nombreuses compétitions dont le Championnat. Il remporte toutefois par deux fois la Coupe nationale en 1941 et en 1943 avec la sélection « Languedoc-Roussillon ». Demi-finaliste du Championnat de 1943 dans la zone sud, rencontre perdue contre le S.U. Agen de Marius Guiral et Maurice Brunetaud, il remporte l'édition 1944 face à l'Aviron bayonnais.
Le rugby à XIII, code de rugby concurrent du rugby à XV, réapparaît en France en 1944 après son interdiction durant la Seconde Guerre mondiale ; F. Trescases, à l'instar de nombreux Perpignanais tels que Puig-Aubert et Louis Carrère, s'engage au sein de l'A.S. Carcassonne en 1945. Au sein du club carcassonnais, il remporte à deux reprises le Championnat de France en 1945 et 1946, complétés de deux titres de Coupe de France en 1946 et 1947, puis il rejoint l'U.S. Lyon-Villeurbanne une saison en 1948 et termine sa carrière au XIII Catalan avec un ultime titre de Coupe de France en 1950.
Ailier référence du Championnat de France, il compte également 8 sélections avec l'équipe de France, prenant part au titre de la Coupe d'Europe des nations en 1949.

## Biographie

### Enfance, jeunesse et débuts en rugby à XV avec succès à Perpignan
Frédéric François Joseph Trescases naît le 20 novembre 1921 à Argelès-sur-Mer (Pyrénées-Orientales). Son père, Frédéric Jean Trescases (né le 8 juin 1885 à Argelès-sur-Mer et mort en 1961 dans la même ville), est propriétaire et maire de la commune d'Argelès-sur-Mer entre 1922 à 1953, et sa mère, Lucie Louise Siné (née le 26 octobre 1897 et morte le 21 juin 1937 dans la même ville), sans profession. Il a un frère, Francis (1923-2011), qui joue dans les années 1940 à l'U.S.A. Perpignan, notamment vainqueur de la Coupe Frantz-Reichel en 1943. Frédéric Trescases épouse Justine Boyer (née le 15 mai 1920 à Perpignan et morte le 13 juillet 2009 Argelès-sur-Mer).
Composition de l'U.S.A. Perpignan :
Né à Argelès-sur-Mer, Frédéric Trescases s'adonne au rugby à XV dès son plus jeune âge. Il intègre dans les années 1930 l'U.S.A. Perpignan. Il intègre l'équipe première tout en continuant à jouer pour les juniors remportant la Coupe Frantz-Reichel en 1937 et 1938 puis dispute chez les seniors la finale du Championnat de France en 1939 avec Paul Porical, Noël Brazès et Jacques Palat perdue 6-0 après-prolongations contre le Biarritz olympique. Le début de la Seconde Guerre mondiale interrompt de nombreuses compétitions dont le Championnat. Il remporte toutefois par deux fois la Coupe nationale en 1941, 1943 et en 1944 avec la sélection « Languedoc-Roussillon ». Demi-finaliste du Championnat de 1943 dans la zone sud, rencontre perdue contre le S.U. Agen de Marius Guiral et Maurice Brunetaud, il remporte l'édition 1944 face à l'Aviron bayonnais. La finale, disputée à Paris au Parc des Princes, voit la victoire des Catalans 20-5 sur l'Aviron bayonnais de Jean Dauger et Jean Dubalen.

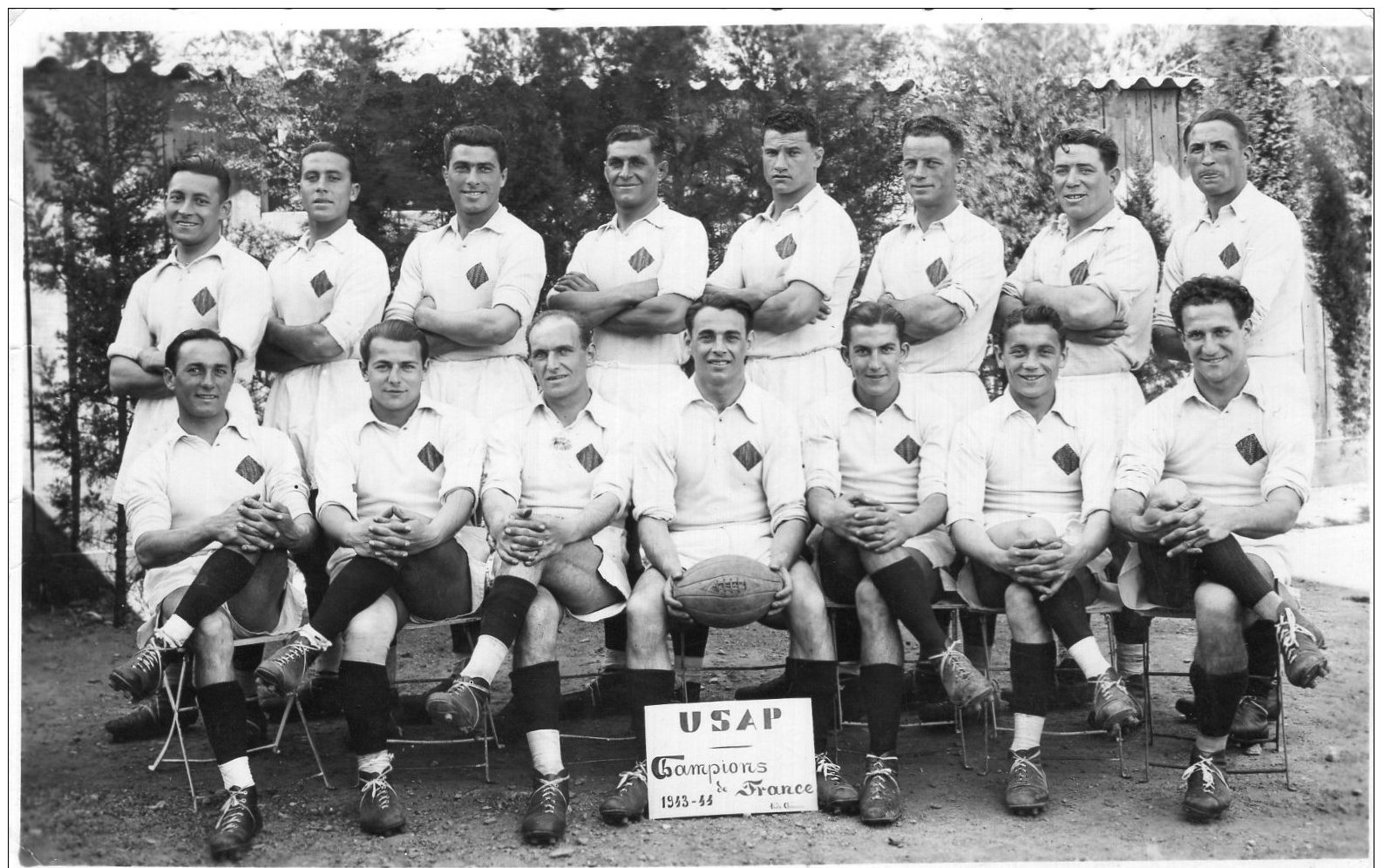
Frédéric Trescases assis tout à droite avec l'équipe de l'U.S.A. Perpignan, champion de France de rugby à XV.

L'équipe perpignanaise compte alors de nombreux juniors qui feront les beaux jours du rugby d'après-guerre. F. Trescases s'y distingue et fait office d'ancien au sein de cet effectif. À ses côtés se trouvent, encadrés par l'expérimenté capitaine Joseph Desclaux, Joseph Crespo, Louis Carrère, Lucien Barris, Ambroise Ulma, Marcel Blanc et Robert Puig-Aubert.

### 1945: départ au rugby à XIII et grand joueur de l'A.S. Carcassonne et de l'équipe de France
À la fin de la Seconde Guerre mondiale, le rugby à XIII ressuscite après avoir été interdit par le régime de Vichy soutenu par les instances de rugby à XV. Pour relancer ce code de rugby, ses dirigeants se lancent à recruter les meilleurs jeunes joueurs de rugby. Frédéric Trescases, ayant brillé sous le maillot de l'U.S.A. Perpignan, fait partie des joueurs qui franchissent le Rubicon : il s'engage avec le club de l'A.S. Carcassonne dans l'Aude, il est accompagné de Puig-Aubert et Louis Carrère. L'A.S. Carcassonne avait déjà changé de code avant la Seconde Guerre mondiale avant son interdiction. Le club se constitue alors une équipe composée de jeunes éléments judicieusement recrutés qui va poser sa domination sur le XIII français durant la décennie suivante. Surnommés « la famille taillefer », Frédéric Trescases n'est pas la seule recrue prestigieuse de cette équipe qui se positionne rapidement comme l'un des grands acteurs du Championnat de France. L'équipe est composée notamment du capitaine Félix Bergèse, Germain Calbète, Louis Carrère, François Labazuy, Martin Martin, Jep Maso, Jean Poch, Édouard Ponsinet et Puig-Aubert.. F. Trecases renoue avec le rugby à XIII après quelques rencontres disputées au printemps 1940 avec le R.C. Albigeois. Enfin, F. Trescases et ses coéquipiers composent également l'ossature de l'équipe de France avec en vedette son arrière prodige Puig-Aubert.
Il fait partie des Catalans de France de Paul Dejean qui 26 décembre 1948 au stade Jean-Laffon de Perpignan, devant 14 000 spectateurs, l'emportent 20 à 5 contre l'Australie,.

### Après carrière
Une fois sa retraite sportive actée, Frédéric Trescases retourne dans son village natal à Argelès-sur-Mer. Il crée dans les années 1960  le « camping des pins » puis prend sa retraite dans ce même village. Il décède le 26 juillet 2014.

## Postérité
En son honneur, la ville d’Argelès inaugure un gymnase et une avenue à son nom. De plus, le 24 janvier 2010, pour la célébration des 70 ans de l'AS Carcassonne XIII, il est nommé par les supporters dans l'équipe de légende du club. Il est également nommé dans l'équipe du cinquantenaire et dans l'équipe du « Suffrage Universel » du XIII Catalan, où plus de 5 500 personnes votent lors d'un concours referendum.

## Palmarès

### Rugby à XV
- Collectif :
  - Vainqueur du Championnat de France : 1944 (USA Perpignan).
  - Vainqueur de la Coupe nationale : 1941, 1943 et 1944 (« Languedoc-Roussillon »).
  - Vainqueur de la Coupe Frantz-Reichel : 1937 et 1938 (USA Perpignan).
  - Finaliste du Championnat de France : 1939 (USA Perpignan).

#### Statistiques en club
| Saison   | Saison        | Championnat           | Championnat | Coupe                    | Coupe        |
| Saison   | Saison        | Comp.                 | Class.      | Comp.                    | Class.       |
| -------- | ------------- | --------------------- | ----------- | ------------------------ | ------------ |
| 1938-39  | USA Perpignan | Championnat de France | Finaliste   | Challenge Yves du Manoir | 3e (poule B) |
| 1939-40, | USA Perpignan |                       |             |                          |              |
| 1940-41  | USA Perpignan |                       |             |                          |              |
| 1941-42  | USA Perpignan |                       |             |                          |              |
| 1942-43  | USA Perpignan | Championnat de France | 1/4 finale  | Coupe de France          | 1/2 finale   |
| 1943-44  | USA Perpignan | Championnat de France | Champion    | Coupe de France          | 1/8 finale   |

### Rugby à XIII
- Collectif :
  - Vainqueur de la Coupe d'Europe des nations : 1949 (France).
  - Vainqueur du Championnat de France : 1945 et 1946 (Carcassonne)
  - Vainqueur de la Coupe de France : 1946, 1947 (Carcassonne) et 1950 (XIII Catalan)
  - Finaliste du Championnat de France : 1947, 1948 (Carcassonne) et 1951 (XIII Catalan)
  - Finaliste de la Coupe de France : 1945, 1948 (Carcassonne) et 1952 (XIII Catalan)

#### Coupe d'Europe des nations
| Édition | Rang | Résultats France | Résultats Trescases | Matchs Trescases |
| ------- | ---- | ---------------- | ------------------- | ---------------- |
| 1946    | 2e   | 1 v 0 n 1 d      | 0 v 0 n 1 d         | 1/2              |
| 1947    | 3e   | 1 v 0 n 3 d      | 1 v 0 n 2 d         | 3/4              |
| 1948    | 2e   | 2 v 0 n 2 d      | 1 v 0 n 1 d         | 2/4              |
| 1949    | 1re  | 3 v 0 n 1 d      | 1 v 0 n 0 d         | 1/4              |

Légende : v = victoire ; n = match nul ; d = défaite.

#### Détails en sélection
| Matchs internationaux de Frédéric Trescases | Matchs internationaux de Frédéric Trescases | Matchs internationaux de Frédéric Trescases | Matchs internationaux de Frédéric Trescases | Matchs internationaux de Frédéric Trescases | Matchs internationaux de Frédéric Trescases | Matchs internationaux de Frédéric Trescases | Matchs internationaux de Frédéric Trescases | Matchs internationaux de Frédéric Trescases | Matchs internationaux de Frédéric Trescases | Matchs internationaux de Frédéric Trescases |
|                                             | Date                                        | Adversaire                                  | Résultat                                    | Compétition                                 | Poste                                       | Points                                      | Essais                                      | Pen.                                        | Drops                                       |                                             |
| ------------------------------------------- | ------------------------------------------- | ------------------------------------------- | ------------------------------------------- | ------------------------------------------- | ------------------------------------------- | ------------------------------------------- | ------------------------------------------- | ------------------------------------------- | ------------------------------------------- | ------------------------------------------- |
| sous les couleurs de la France              |                                             |                                             |                                             |                                             |                                             |                                             |                                             |                                             |                                             |                                             |
| 1.                                          | 23 février 1946                             | Angleterre                                  | 6-16                                        | Coupe d'Europe                              | Ailier                                      | -                                           | -                                           | -                                           | -                                           |                                             |
| 2.                                          | 8 décembre 1946                             | Angleterre                                  | 0-3                                         | Coupe d'Europe                              | Ailier                                      | -                                           | -                                           | -                                           | -                                           |                                             |
| 3.                                          | 18 janvier 1947                             | Pays de Galles                              | 15-5                                        | Coupe d’Europe                              | Ailier                                      | -                                           | -                                           | -                                           | -                                           |                                             |
| 4.                                          | 12 avril 1947                               | Pays de Galles                              | 15-17                                       | Coupe d’Europe                              | Ailier                                      | -                                           | -                                           | -                                           | -                                           |                                             |
| 5.                                          | 25 octobre 1947                             | Angleterre                                  | 15-20                                       | Coupe d’Europe                              | Ailier                                      | 9                                           | 3                                           | -                                           | -                                           |                                             |
| 6.                                          | 23 novembre 1947                            | Pays de Galles                              | 29-21                                       | Coupe d’Europe                              | Ailier                                      | -                                           | -                                           | -                                           | -                                           |                                             |
| 7.                                          | 23 octobre 1948                             | Pays de Galles                              | 12-9                                        | Coupe d’Europe                              | Ailier                                      | -                                           | -                                           | -                                           | -                                           |                                             |
| 8.                                          | 23 janvier 1949                             | Australie                                   | 0-10                                        | Test-match                                  | Ailier                                      | -                                           | -                                           | -                                           | -                                           |                                             |

#### Détails en club
| Saison    | Saison               | Championnat           | Championnat | Coupe           | Coupe      | Sélection | Sélection | Sélection | Sélection | Sélection | Sélection | Sélection |
| Saison    | Saison               | Comp.                 | Class.      | Comp.           | Class.     | Comp.     | M         | Pts       | Ess.      | Buts      | Dp.       |           |
| --------- | -------------------- | --------------------- | ----------- | --------------- | ---------- | --------- | --------- | --------- | --------- | --------- | --------- | --------- |
| 1944-1945 | AS Carcassonne       | Championnat de France | Champion    | Coupe de France | Finaliste  |           |           |           |           |           |           |           |
| 1945-1946 | AS Carcassonne       | Championnat de France | Champion    | Coupe de France | Vainqueur  | CE        | 1         | -         | -         | -         | -         |           |
| 1946-1947 | AS Carcassonne       | Championnat de France | Finaliste   | Coupe de France | Vainqueur  | CE        | 3         | -         | -         | -         | -         |           |
| 1947-1948 | AS Carcassonne       | Championnat de France | Finaliste   | Coupe de France | Finaliste  | CE        | 2         | 9         | 3         | -         | -         |           |
| 1948-1949 | US Lyon-Villeurbanne | Championnat de France | 12e         | Coupe de France | 1/8 finale | CE        | 2         | -         | -         | -         | -         |           |
| 1949-1950 | XIII Catalan         | Championnat de France | 1/2 finale  | Coupe de France | Vainqueur  |           |           |           |           |           |           |           |
| 1950-1951 | XIII Catalan         | Championnat de France | Finaliste   | Coupe de France | 1/2 finale |           |           |           |           |           |           |           |
| 1951-1952 | XIII Catalan         | Championnat de France | 8e          | Coupe de France | Finaliste  |           |           |           |           |           |           |           |
| 1952-1953 | XIII Catalan         | Championnat de France | 10e         | Coupe de France | 1/8 finale |           |           |           |           |           |           |           |